# Curtis Rowe
Pour les articles homonymes, voir Rowe.
Curtis Rowe, Jr. (né le 2 juillet 1949 à Bessemer, Alabama) est un ancien joueur américain de basket-ball.
Ailier de 2,00 m issu de UCLA, Rowe joua huit saisons (1971-1979) en National Basketball Association sous les couleurs des Detroit Pistons et des Boston Celtics. Il a cumulé 11,6 points de moyenne par match en carrière et participa à un NBA All-Star Game.